# Eva Lang
Eva Lang (* 10. Januar 1947 in Stuttgart) ist eine deutsche Wirtschaftswissenschaftlerin. Sie war bis zu ihrer Emeritierung Professorin an der Universität der Bundeswehr München für Wirtschaftspolitik unter besonderer Berücksichtigung der politischen Ökonomie.

## Leben
Lang studierte Volkswirtschaftslehre und Politikwissenschaft und fertigte ihre Promotion und Habilitation zu Themen der Infrastruktur, Konjunkturtheorie und Finanzwissenschaft an. Nach einer Assistentenstelle an der Universität Würzburg wurde sie als Professorin an die Fachhochschule Westküste in Heide berufen. Seit 1996 ist sie Professorin an der Universität der Bundeswehr München. Sie ist Gründungsmitglied und seit 2014 erneut Vorsitzende des Vorstands der Vereinigung für Ökologische Ökonomie. Zudem ist sie im Kuratorium der Bürgerstiftung München.
Ihre wissenschaftlichen Schwerpunkte liegen im Bereich der Ökologischen Ökonomie, der nachhaltigen Sozial- und Finanzpolitik, des vorsorgenden Wirtschaftens sowie die ökosoziale Modernisierung der Staatswirtschaft.

## Publikationen
- Ansatzpunkte und Konzeptionen zur Bestimmung der konjunkturgerechten Budgetpolitik. Hain, Meisenheim (am Glan) 1975, ISBN 3-445-01260-1 (Zugleich Dissertation der Wirtschafts- und Sozialwissenschaftlichen Fakultät der Universität Würzburg).
- mit Edmund Ziemer: Folgekosten: Kostenbemessung und Gestaltung von Folgekostenverträgen (= Kommunalforschung für die Praxis. Band 3). Richard Boorberg, Stuttgart u. a. 1979, ISBN 3-415-00777-4.
- mit Walter A. S. Koch: Staatsverschuldung, Staatsbankrott? (= Hintergründe. Band 2). Physica, Würzburg 1980, ISBN 3-662-41479-1.
- Budgetorientierte Investitionspolitik einer Gebietskörperschaft. Nomos-Verlag, Baden-Baden 1992.
- Entwurf einer Politik des Vorsorgenden Wirtschaftens. In: A. Biesecker, M. Mathes, S. Schön, B. Scurrell (Hrsg.): Vorsorgendes Wirtschaften. Auf dem Weg zu einer Ökonomie des Guten Lebens. Bielefeld 2000, S. 215–223.
- als Hrsg.: Mutter Natur und Vater Staat. Zukunftsperspektiven und Gestaltungsansätze einer schwierigen Beziehung im Zeichen der Nachhaltigkeit. In: Beiträge und Berichte der Vereinigung für Ökologische Ökonomie. Nr. 4. Karlsruhe 2003, ISBN 3-00-011297-9 (voeoe.de [PDF; 860 kB]).
- Finanzpolitik des Staates auf dem Prüfstand der Nachhaltigkeit. In: Eva Lang, Christiane Busch-Lüty, Jürgen Kopfmüller (Hrsg.): Wiedervorlage dringend: Ansätze für eine Ökonomie der Nachhaltigkeit. oekom, München 2007, ISBN 978-3-86581-070-0, S. 172–184.
- Die aktuelle Weltwirtschaftskrise und der ökologische Umbau der Wirtschaft. In: Wirtschaftsdienst. Band 11, Nr. 89, 2009, S. 743–747.
- Multiple Krisen: Wahrnehmungs- und Reaktionsmuster. In: Günter Altner, Heike Leitschuh, Gerd Michelsen, Ernst Ulrich von Weizsäcker, Udo E. Simonis (Hrsg.): Grüner Umbau. Neue Allianzen für die Umwelt (= Jahrbuch Ökologie 2012). S. Hirzel, 2011, ISBN 978-3-7776-2152-4.
- mit Theresia Wintergerst: Am Puls des langen Lebens. Soziale Innovationen für die alternde Gesellschaft. oekom verlag, München 2012, ISBN 978-3-86581-223-0.
- mit Axel Schaffer und Susanne Hartard (Hrsg.): Systeme in der Krise im Fokus von Resilienz und Nachhaltigkeit. Metropolis, Marburg 2014, ISBN 978-3-7316-1061-8.